# Idanthyrsus glaessneri
Idanthyrsus glaessneri är en ringmaskart som beskrevs av Kirtley 1994. Idanthyrsus glaessneri ingår i släktet Idanthyrsus och familjen Sabellariidae. Inga underarter finns listade i Catalogue of Life.